# Эскадренные миноносцы проекта 21956
Эскадренные миноносцы проекта 21956 — проект российских эскадренных миноносцев (эсминцев) 1-го ранга с управляемым ракетным вооружением дальней морской и океанской зоны, разрабатываемый для ВМФ ВС России Северным проектно-конструкторским бюро.
Этот новый проект кораблей должен был прийти на смену эсминцам проекта 956 «Сарыч», но скорее всего его заменит в 2020 годах новый аналогичный проект, более отработанный в серийном производстве модернизированный фрегат водоизмещением в 8000 тонн проекта 22350М типа «Адмирал Горшков». 
В 2007 году эскиз нового эскадренного миноносца проекта 21956 демонстрировался на МВМС-2007. Перспективный эскадренный миноносец является многоцелевым кораблём, на котором будут реализовываться наработки отечественных конструкторов в области создания новых образцов вооружения, корабельной энергетики, а также мероприятий по снижению радиолокационной заметности.

## Назначение
Корабли проекта предназначены для борьбы с надводными кораблями и подводными лодками противника, обеспечения противолодочной и противовоздушной обороны кораблей и судов при действиях на океанском ТВД и в морских районах в составе корабельных групп и оперативных флотских соединений.
Эсминцы этого проекта предназначаются для:
1. ведения боевых действий в океанских и морских районах против основных морских сил противника;
2. наблюдения за тактической надводной и подводной обстановкой и сбора данных для применения ударного ракетного и противолодочного оружия;
3. автоматизированной поддержки вертолетов морской авиации, входящих в состав сил, с целью обнаружения надводных и подводных сил противника и применения ударного ракетного и противолодочного оружия;
4. уничтожения надводных кораблей, судов и десантных средств противника;
5. противовоздушной и противокатерной обороны кораблей и транспортов;
6. составления и анализа картины тактической ситуации в реальном времени;
7. огневой поддержки высадки десанта
8. патрулирования и несения боевой службы, совместно с другими кораблями.

## Характеристики

### Конструкция корпуса
Корпус корабля — короткополубачный, с круглоскулой формой корпуса. В надводной части корабля корпус имеет два слома: первый начинается от транца и исчезает на 1/4 длины корабля от носа, второй проходит под полубаком на уровне верхней палубы. Кормовая оконечность — транцевая с сильным наклоном вперёд, она придаёт стремительность силуэту корабля. Обводы корпуса и острый форштевень обеспечивают кораблю хорошие мореходные качества. Конструкция и прочность корпуса, вооружения, механизмов и прочих систем и устройств не накладывают ограничений на безопасное плавание корабля в штормовых условиях.
Мореходность эсминцев проекта повышает устанавливаемый на корабли данного типа успокоитель качки с неубирающимися рулями. В отличие от ранее применявшихся успокоителей с выдвижными рулями, новый успокоитель представлен в виде единого агрегата и занимает значительно меньшие объёмы корабельных помещений.

Мореходность корабля обеспечивает:
1. возможность безопасного плавания;
2. способность длительного поддержания хода на сниженных скоростях и управляемость достаточную для маневрирования относительно ветра и волн на всех морских и океанских театрах при любом состоянии моря и ветра;
3. использование вооружения и техники без ограничений при работающем успокоителе качки на волнении моря не выше 5 баллов.

Погреба хранения ударных и зенитных ракет размещены в носовой и кормовой оконечностях корабля в подпалубном исполнении и имеют конструктивную защиту.
Размещение радиолокационных станций на фок-мачте и грот-мачте оптимально и позволяет использовать радиолокацию с максимальными тактико-техническими характеристиками. В носовой части корабля расположен бульбовый обтекатель, в котором размещается гидроакустический комплекс (ГАК).
Физический облик перспективных эсминцев проекта определяется новыми разработками комплексов вооружения, направленными на дальнейшее повышение их эффективности с тенденцией ограничения массогабаритных характеристик, что позволяет удержать в заданном диапазоне водоизмещения корабль данного класса.
Для хранения и технического обслуживания вертолёта в кормовой оконечности корабля находятся предусмотренные конструкторами два ангара и вертолетная площадка. Последняя предназначена для приема двух вертолетов весом до 12,5 т.

### Двигатель
Главная энергетическая установка перспективных эсминцев представляет собой газотурбинную установку в виде единого агрегата, объединяющего 2 маршевые и 2 форсажные турбины, маршевые редукторы и маршевую редукторную приставку.
На будущих кораблях проекта предусматривается работа любым маршевым двигателем на оба валопровода через маршевые редукторы и подключаемую к ним маршевую редукторную приставку. Суммарная мощность газотурбинного агрегата — 74 000 л.с.(54 420 кВт), что позволяет кораблю развивать ход 30 узлов. Агрегатами ГТУ на кораблях проекта предполагается установить два маршевых газотурбинных двигателя Д090 (мощностью по 14 500 л.с. или 10 650 кВт.) и два форсажных газотурбинных двигателя ДТ-59 (мощностью по 22 500 л.с. или 16 560 кВт.). Дальность плавания 5800 миль на оперативно-экономической-крейсерской скорости в 18 узлов.

### Вооружение

#### Интегрированная боевая система
Основное ударное ракетное оружие проекта 21956 представлено интегрированной ракетной системой «Калибр-НКЭ» (экспортное обозначение — «Club-N»), предназначенной для поражения крупных надводных целей на больших дальностях (до 220 км.).
В состав системы «Калибр-НКЭ» входит подпалубная пусковая установка вертикального пуска 3С-14Э на 16 ракет 3М-54ТЭ и система управления стрельбой 3Р-14Н.

Отличительными особенностями комплекса являются:
1. большая дальность действия (до 220 км), позволяющая совмещать тактические и оперативные возможности с возможностью выполнять функцию сдерживания;
2. отделение на конечном участке полета боевой ступени, которая имеет скорость полета не менее 700 м/с и высоту полета боевой ступени при подходе к цели 5-10 метров;
3. высокая вероятность самонаведения крылатой ракеты (КР) 3М-54ТЭ на конечном участке полёта, высокая помехозащищённость ГСН, и её избирательность;
4. возможность выбора маршрута полёта КР, в том числе и направления подхода КР к цели;
5. возможность автоматизированного планирования боевого применения КР с расчётом основных показателей эффективности стрельбы (вероятности досягаемости, вероятности обнаружения МЦ ГСН, расчётом количества КР, необходимого для достижения заданного уровня поражения и т. д.).— Международный журнал «Asian Defence and Diplomacy», февраль 2008 г., Volume 2, Number 1

#### Противокорабельное и противолодочное вооружение
Для стрельбы по подводным лодкам всех типов на корабле предусмотрены две ракетно-торпедные пусковые установки, в которых размещаются противолодочные ракеты 91РЭ1 или универсальные торпеды УГСТ или УЭТТ. Использование противолодочных ракет 91РЭ1 (91РТЭ2) в составе интегрированной ракетной системы «Калибр-НКЭ» расширяет зону досягаемости ПЛ и сохраняет достаточно высокую вероятность её поражения. Противолодочные ракеты вертикального пуска 91РТЭ2 размещаются в унифицированной пусковой установке 3С-14Э. Загрузка ракет 3М-54ТЭ или 91РТЭ2 в пусковую установку определяется задачами боевого использования корабля.
Интегрированная ракетная система «Калибр-НКЭ», в состав которой входит универсальная корабельная система управления стрельбой 3Р-14Н, позволяет управлять одновременно ударным, противолодочным и противоторпедным оружием.

#### Зенитное вооружение
Для отражения атак авиации вероятного противника на большой дальности, с целью отдаления рубежей применения авиационного оружия, авиационных и противокорабельных крылатых ракет, противорадиолокационных ракет на корабле установлен зенитный ракетный комплекс «С-300Ф». Запуск ракет предполагается производить из пусковых установок вертикального пуска, состоящих из шести поворотных барабанов, каждый из которых рассчитан на 8 ракет 48Н6Е2 большой дальности поражения в 200 км или на 32 ракеты 9М96Е средней дальности поражения в 50 км (пакет из 4 ракет меньшего диаметра 9М96Е загружается вместо 1 ракеты 48Н6Е2). Для защиты от противокорабельных ракет в ближней зоне предусмотрена 30 мм установка ЗРАК «Каштан» малой дальности поражения в 10 км.

#### Артиллерийская установка
Для огневой поддержки при высадке десантов и для ведения огня по морским и береговым целям на корабле устанавливается 1 × 130 мм артиллерийская установка А-192 «Армат».

#### Радиоэлектронное вооружение
Для ведения радиоэлектронной борьбы в составе вооружения корабля предусмотрены комплекс радиоэлектронного подавления ТК-25Э и комплекс выстреливаемых помех КТ-308-5.